# Лісники (заказник)
Лісники — ботанічний заказник загальнодержавного значення, який є природоохоронною територією. Розташовується у Голосіївському районі міста Києва. Займає з 2 по 15, 17-19,21,23-25,28 та 29 квартали Конча-Заспівського лісництва «ЛПГ Конча-Заспа». Є найбільшою природно-заповідною територією серед тих, які входять до складу Голосіївського національного природного парку. Значна площа заказника лежить в заплаві річки Віта. Природоохорона територія заказника 1110,2 гектарів.

## Історія
Заказник «Лісники» був створений 1989 року за ініціативою Національного університету імені Тараса Шевченка, громадськості та Інститутів НАН України — інституту ботаніки, зоології та гідробіології та Національного ботанічного саду. Назва заказника пов'язана з назвою розташованого поблизу села Лісники. З 1990 року на території заказника проводяться дослідження. Були розроблені три марковані стежки. З 2007 року заказник «Лісники» входить до складу парку «Голосіївський». Територія заказника використовується науковими колективами Києва для досліджень, проводять наукові спостереження на його території і студенти. Створені екологічні стежки використовуються для проведення екскурсій по заказнику. «Лісники» відвідують іноземні дослідники для проведення наукових досліджень та спостережень.

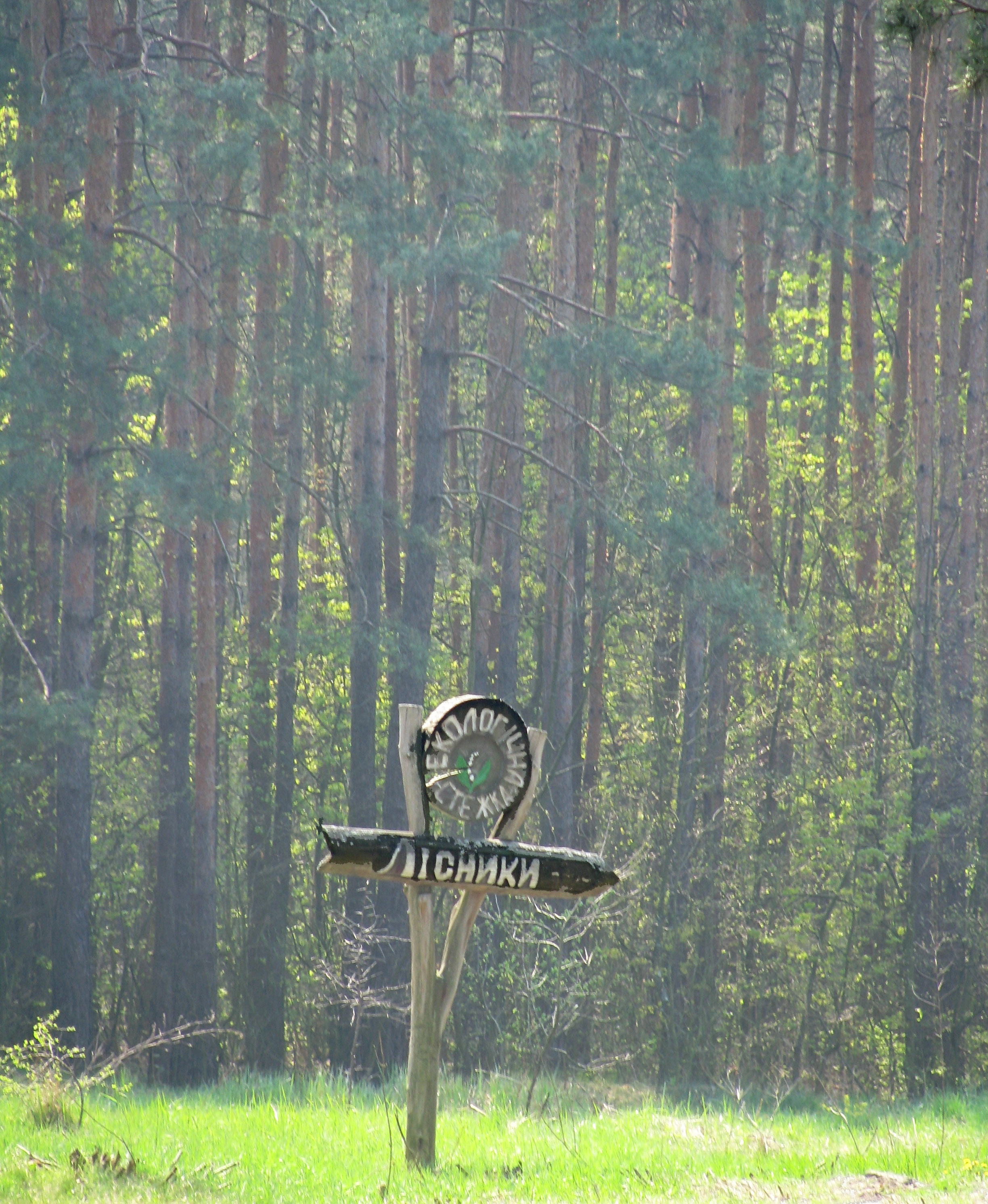

## Опис
Природоохоронна територія розміщена на частині околиць на півдні міста Києва. Заказник розташований між хутором Мриги, селищем Віта-Литовська, селами Ходосівка та Лісники і залізничною станцією Підгірці. Столичне шосе оточує територію зі сходу. Заповідний об'єкт розміщується у басейні річки Віта у долині Дніпра та включає землі Конча-Заспівського лісництва. Західна частина заказника містить на своїй території численні річкові рукави, є частково заболоченою. Східна частина розміщується у межах першої надзаплавної тераси Дніпра.

## Біорізноманіття

### Флора

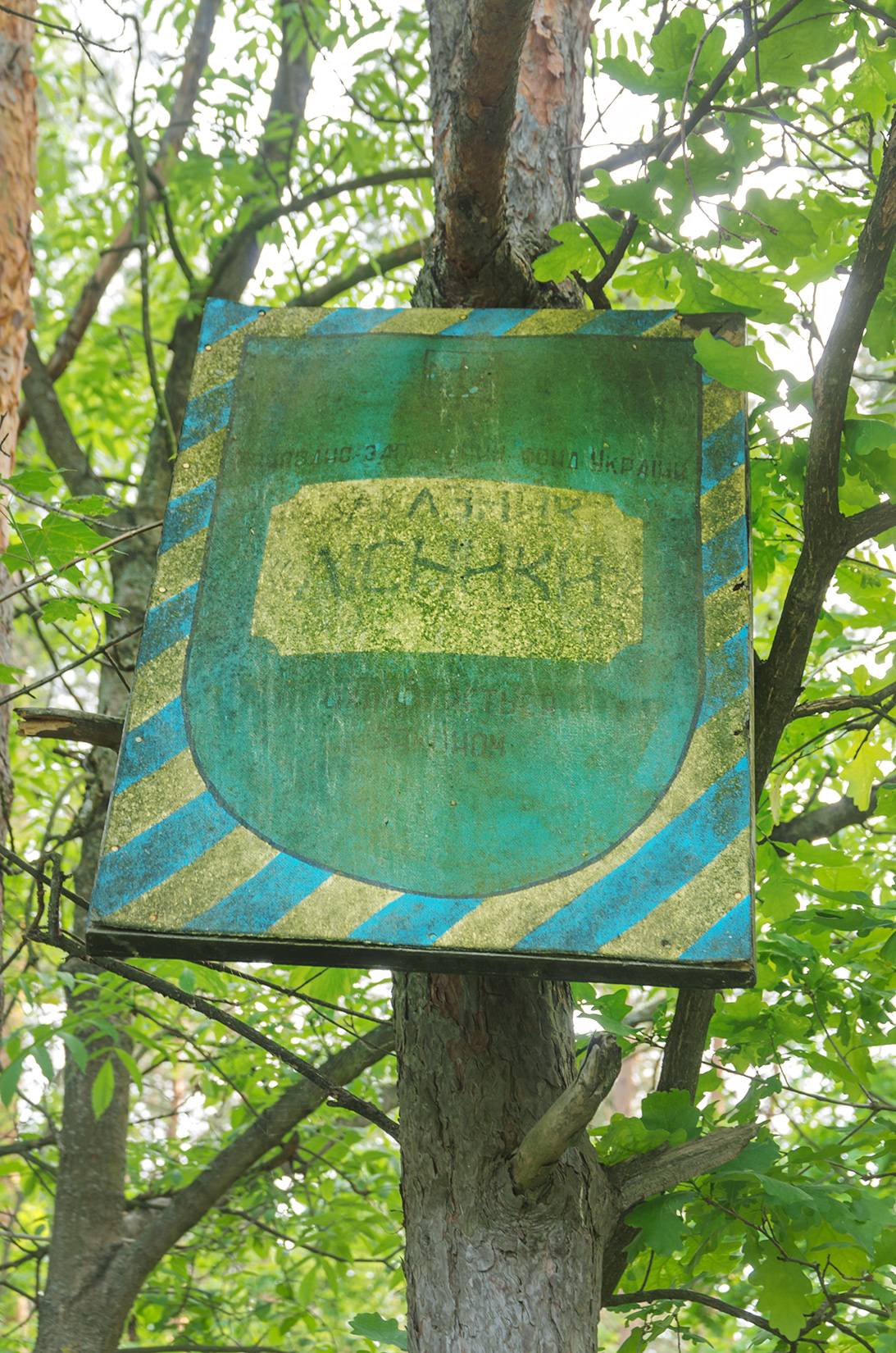
Майже нечитабельний охоронний знак заказника край траси на Канів

Рослинний покрив представлений ділянками лучної, водної та болотної рослинності. Є корінні та похідні угрупування. Вздовж Столичного шосе розташовані ділянки рельєфу, які є найбільш підвищеними. На цій території розташовані соснові ліси наземнокуничникові. На зниженнях представлені дубово-соснові ліси. Містяться ділянки соснових лісів лишайникових. Характер рослинності змінюється у напрямку до річки Віти. На цих територіях розташовуються дубово-соснові ліси. Біля підніжжя схилів зростає конвалія травнева, на схилах поширений орляк, на верхівках гряд розташований куничник наземний. Зростає береза, груша, осика, клен татарський, крушина, зустрічається вишня чагарникова. 

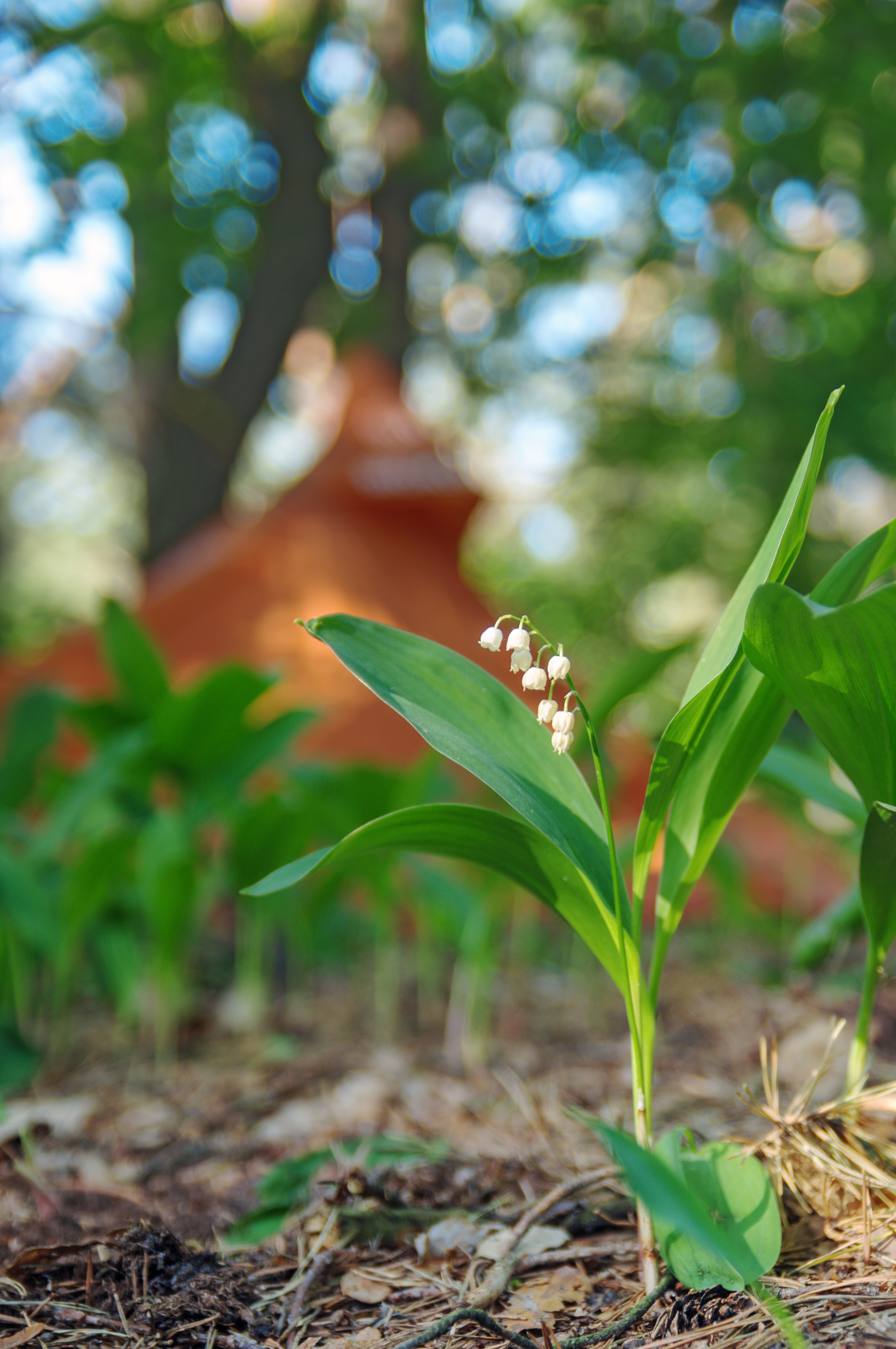
Конвалія

На західній частині території поширені дубові ліси, в яких домінує ясен та клен гостролистий. Зростає яглиця та ведмежа цибуля. Ведмежа цибуля є видом, який занесений до Червоної книги України, а її угрупування входять до Зеленої книги України. На території заказника є ділянки, на яких поширені вільхові болота та сірі вільхові ліси. Серед рослинності, представленої на болотах, переважає осока гостроподібна, зарості верби попелястої.
Зарості очерету представлені на озері Шпарня та на річці Віті. Сальвінія плаваюча зростає на водоймах, що розташовані на природоохоронній території. На північно-східній території та біля озера Шпарня представлені лучні угрупування, в яких переважають костриця лучна, щучник дернистий, осока гостра, пирій повзучий. До Червоної книги України занесені пальчато-корінник м'ясочервоний та пальчатокорінник Фукса. Ще є 10 видів, які занесені до Червоної книги України та зростають на території заказника. Це сон чорніючий, цибуля ведмежа, сальвінія плаваюча, любка дволиста, зозулині сльози яйцеподібні, ковила дніпровська, зозулинець болотний, вовчі ягоди пахучі, коручка чемерникоподібна, любка дволиста. Цибуля ведмежа на території заказника інколи розташована великими популяціями. Півники сибірські, сон широколистий, гронянка віргінська, вишня степова є регіональними видами, яка охороняються на території Києва.

### Фауна
Поблизу боліт мешкають види птахів, які занесені до Червоної книги України: орел карлик, великий підорлик, орлан-білохвіст. Загалом на території заказника мешкає понад сто видів птахів. Налічується 33 види ссавців, серед яких свиня дика, лісова куниця, борсук, горностай, сарна європейська, бобер, видра та лось. Заказник є територією, на якій мешкає 14 видів плазунів та земноводних. Представлено приблизно 29 видів комах, 11 з них є рідкісними. Вони занесені до Червоної книги України
.

### Лишайники
Проводяться дослідження та вивчення різноманіття лишайників. Матеріал для дослідження збирався протягом 2005–2011 років на ґрунті, корі стовбурів дерев та гнилій сировині. Був зроблений акцент на вивчення еліфітних та епігейних лишайників. Проведено дослідження на 17 ділянках біотопів. Метод тонкошарової хроматографії у системі розчинників був використаний для визначення стерильних видів лишайників. Територія ботанічного заказника «Лісники» є місцем поширення 126 видів лишайників. Вони належать до 30 родин, 62 родів та 9 порядків і 3 класів відділу Аскоміцетів та трьох видів ліхенофільних грибів — Cly peo coccum hypocenomycis, Xanthoriicola physciae і Athelia arachnoidea. Виявлені нові для науки та для території України види.

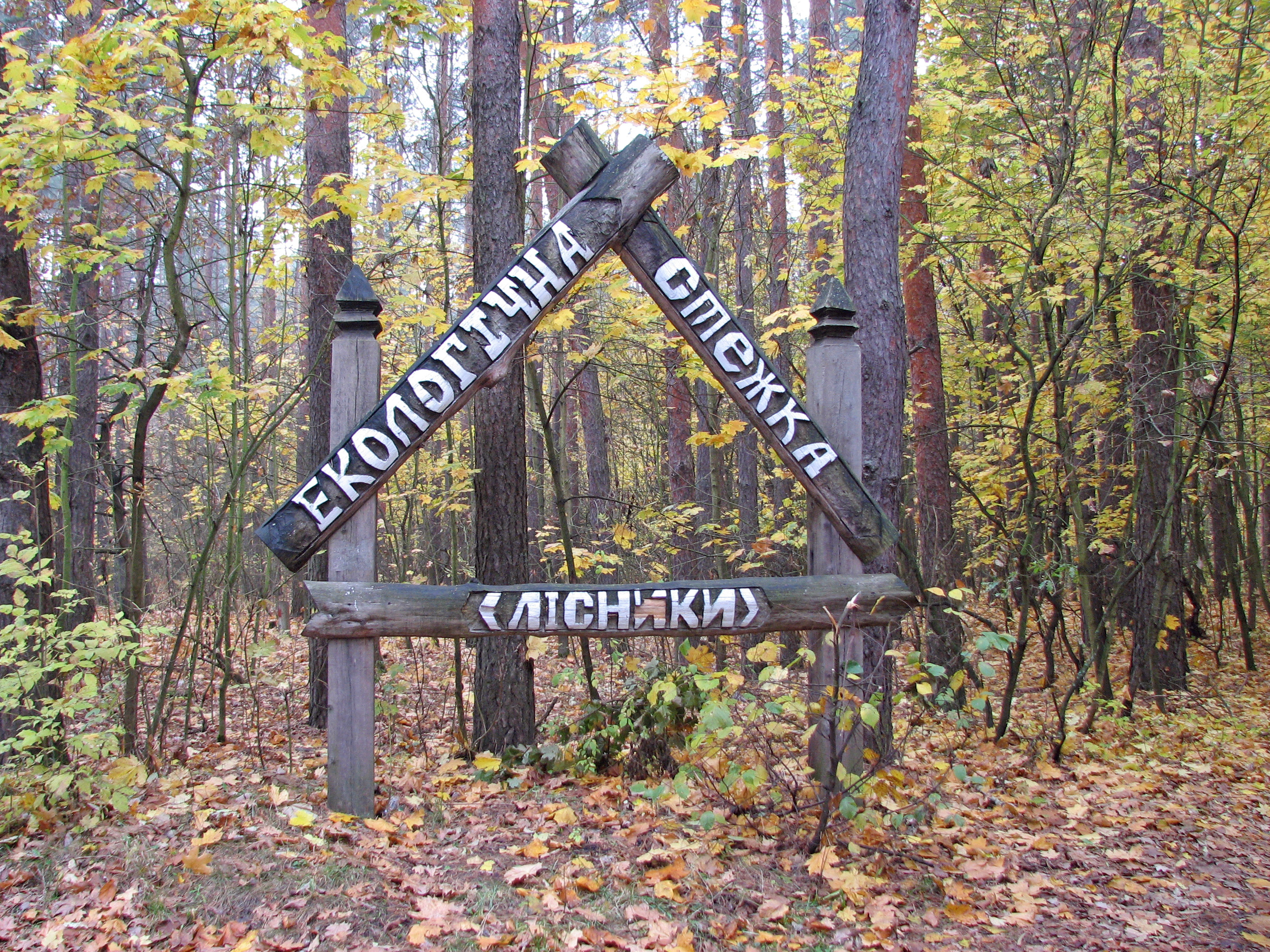
Вказівник екологічної стежки

Із 61 виду лишайників, відомих згідно даних гербарію Інституту ботаніки імені М. Г. Холодного, дослідники повторно виявили 31 вид. Не були виявлено деякі наземні види лишайників.
Серед нових видів, виявлених на території заказника «Лісники» — Agonimia borysthenica. Для нього характерна темно-сіра, сіро-зелена та зерниста слань. Вона складається з випуклих кулястих гранул, які слабоз'єднанні чи знаходяться окремо. Вид знайдений на ділянці ясенево-дубового лісу. Дані про нього відомі лише через дослідження в заказнику. Проведені роботи дозволили також описати вид Bacidia pycnidiata. Для нього характерні сидячі пікнідії, в яких є довга остіолярна шийка. Лишайник поширений на корі дерев та мохах. Ще один описаний дослідниками вид — Thelenella pertusariella, який має зернисту та сіро-зелену слань. 
Епіфітні лишайники домінують і становлять 80,3% від загальної кількості. Вони зростають на корі різних видів дерев, в тому числі дуба і клена. Епігейні лишайники представлені кущистими і накипними видами. Епілітні лишайники є найменш численною групою. Широколистяні ліси, на ділянках яких зростають клени, дуби та ясени, є місцем поширення 54 видів лишайників. 9 їх видів представлено на узліссі, у місцях, де розташовані піщані тераси. Різні види лишайників зустрічаються на заболочених ділянках сосново-дубових, дубових та вільхових лісів. Лишайник Dimerella pineti на території ботанічного заказника «Лісники», зустрічається на основі стовбурів таких дерев, як берези, сосни та дуби. Певні види лишайників, виявлені на території заказника, є показником екологічної сталості та непорушності природних фітоценозів. На природоохоронній території виявлено дванадцять індикаторів видів лишайників. Індикатори поширені на корах дубів, вік яких приблизно дорівнює сто тридцять років. Зустрічаються липи, яким сто тридцять вісім років та ясени, середній вік яких сімдесят п'ять років. На ділянках молодих насаджень індикаторів видів лишайників не виявлено.

## Фотографії

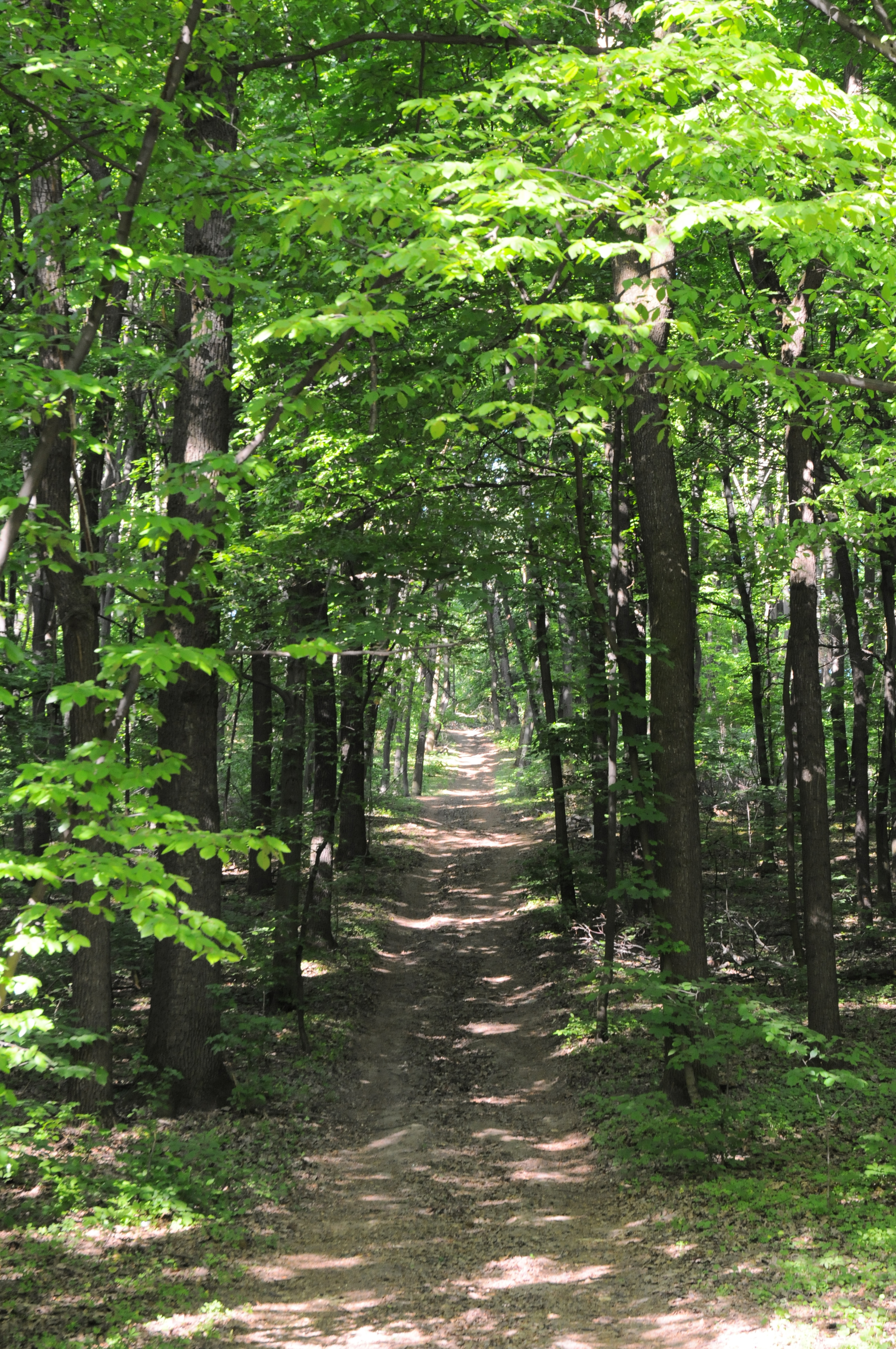
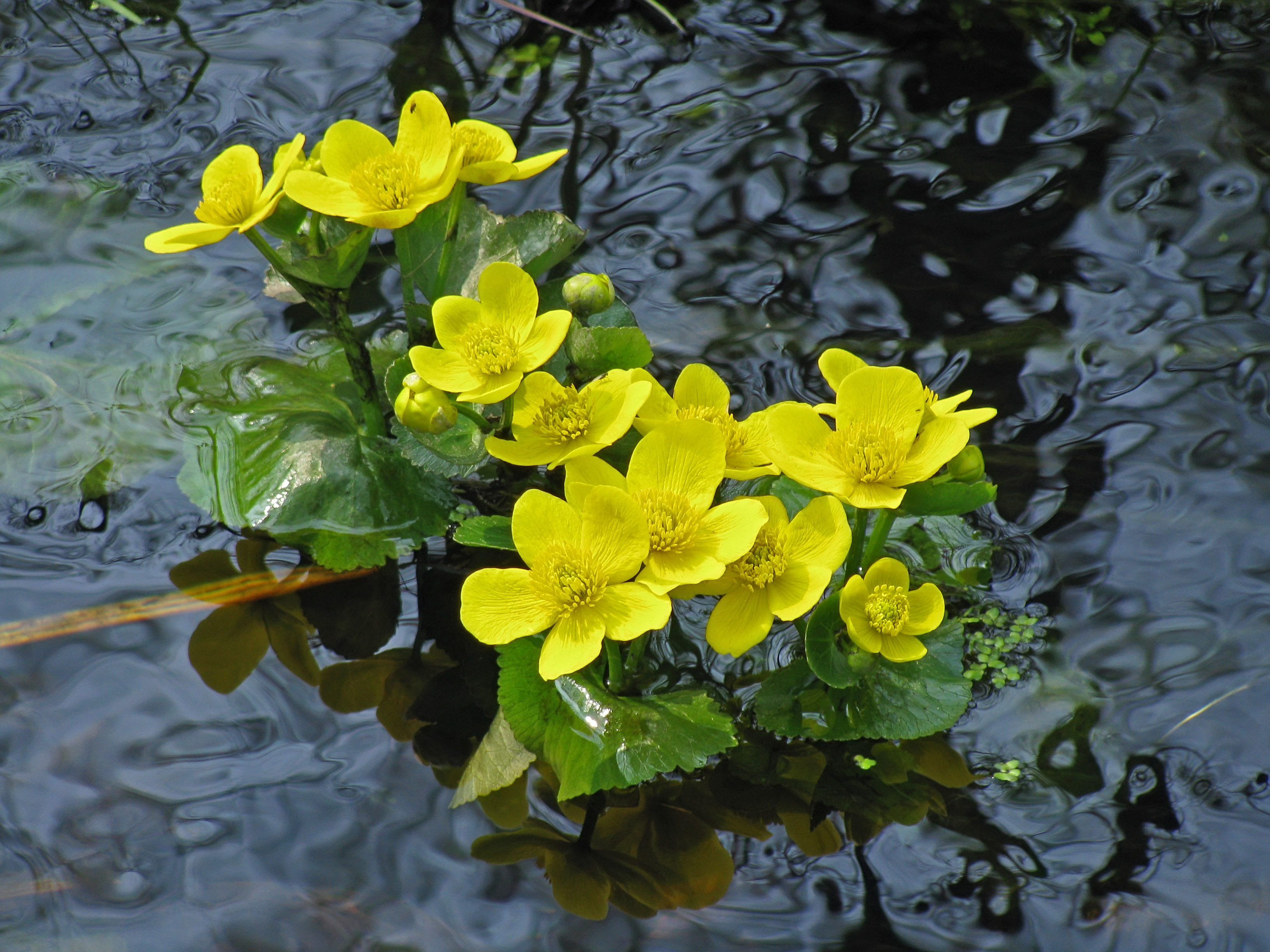
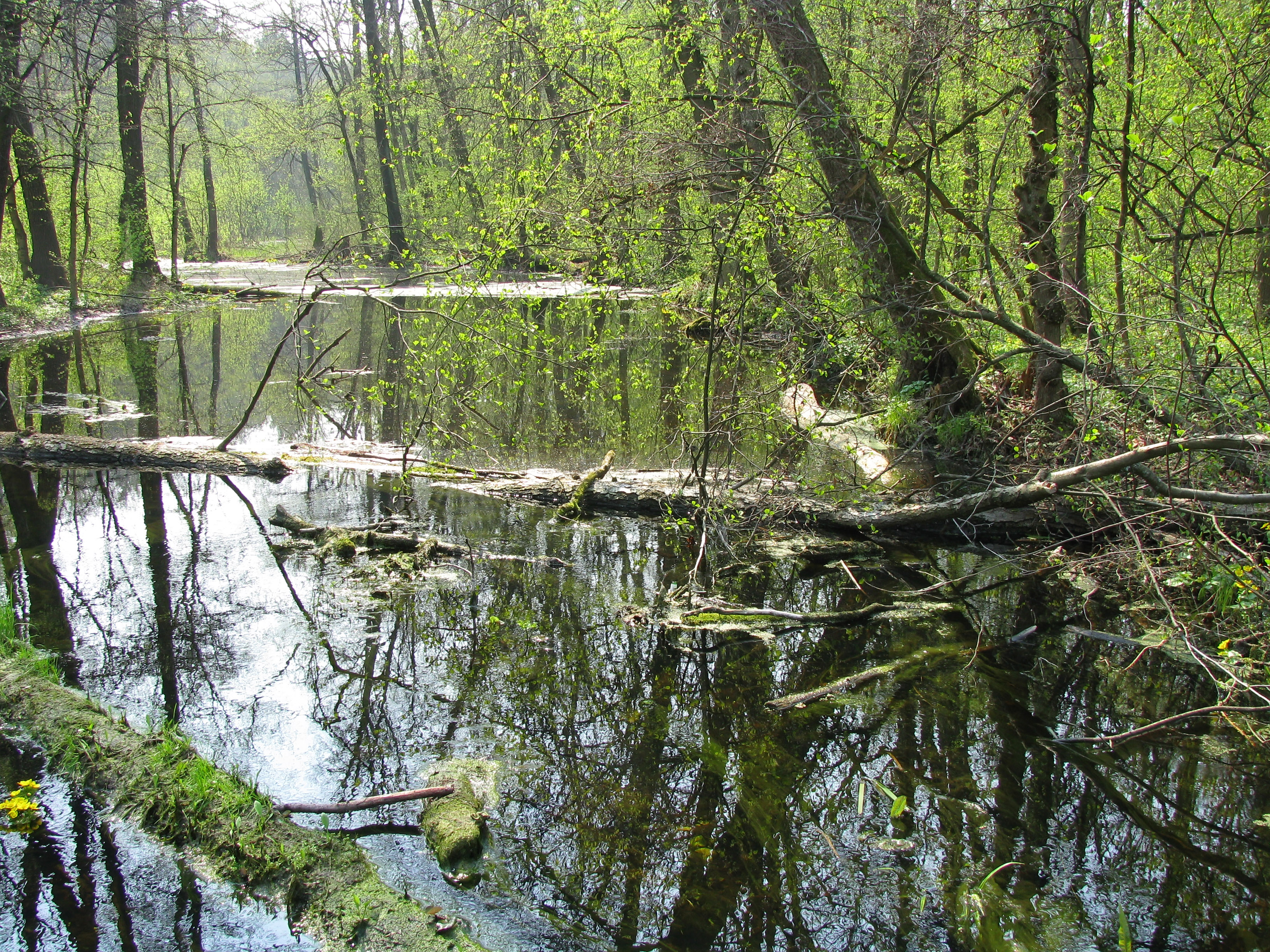
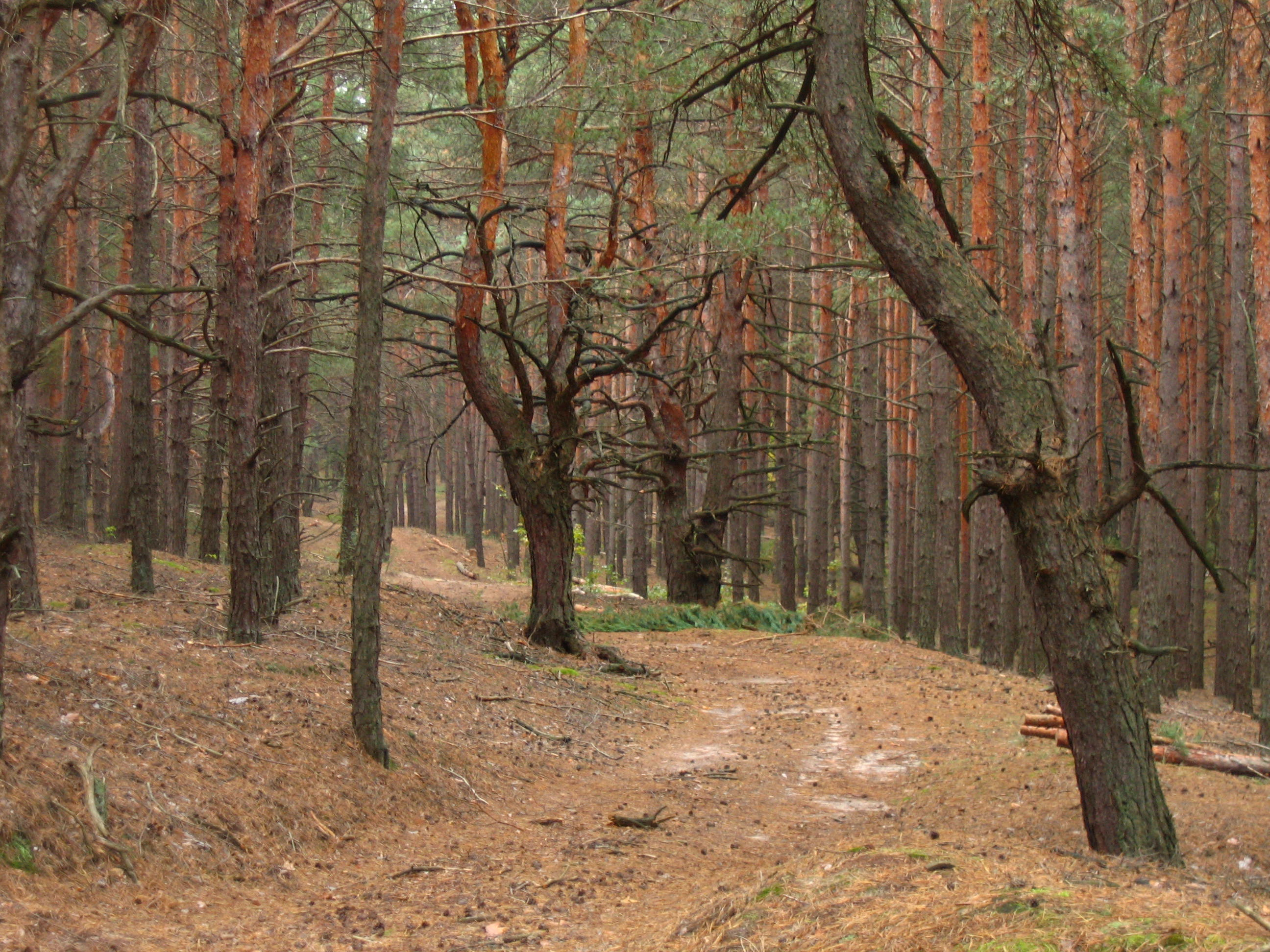
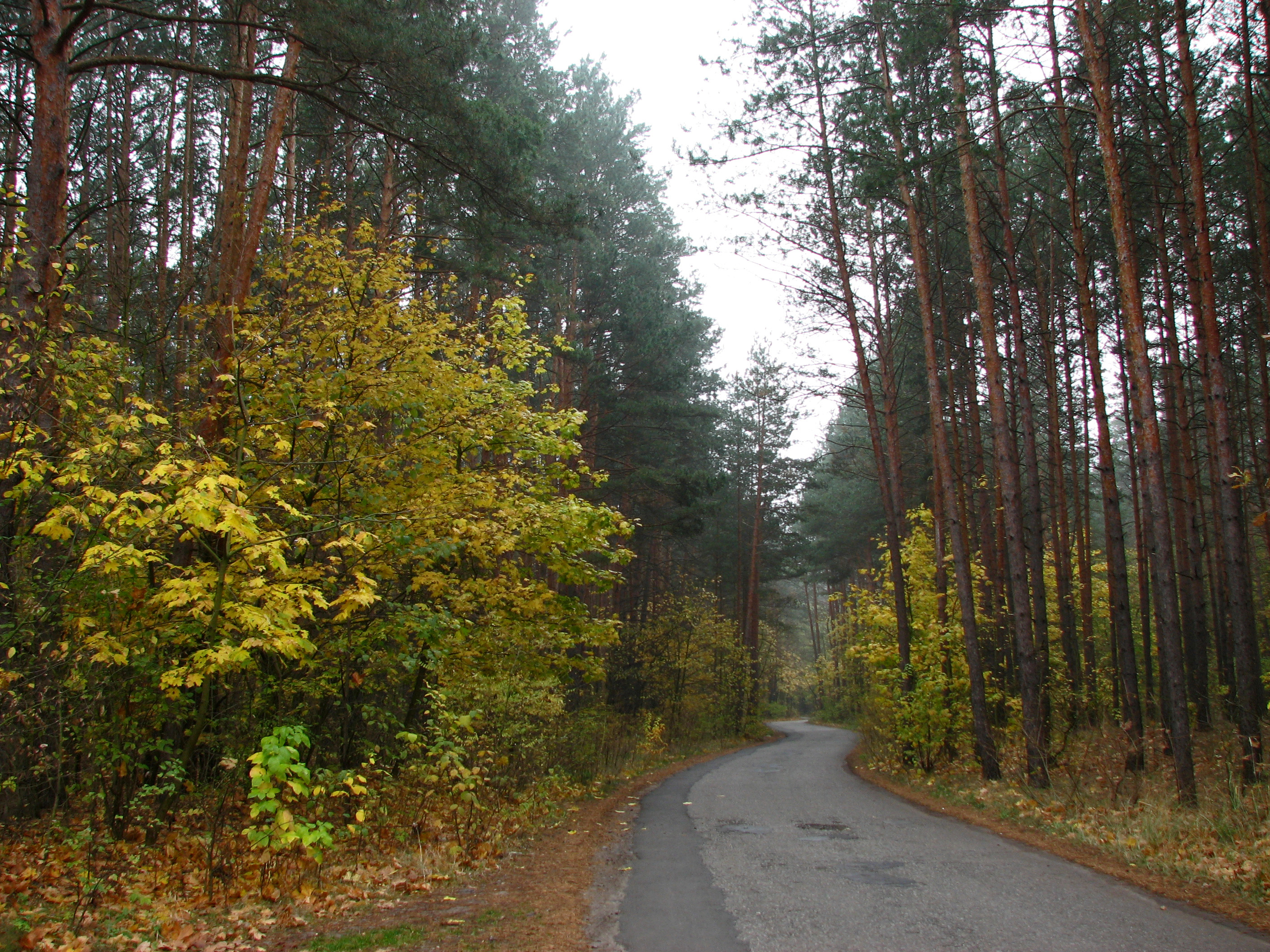
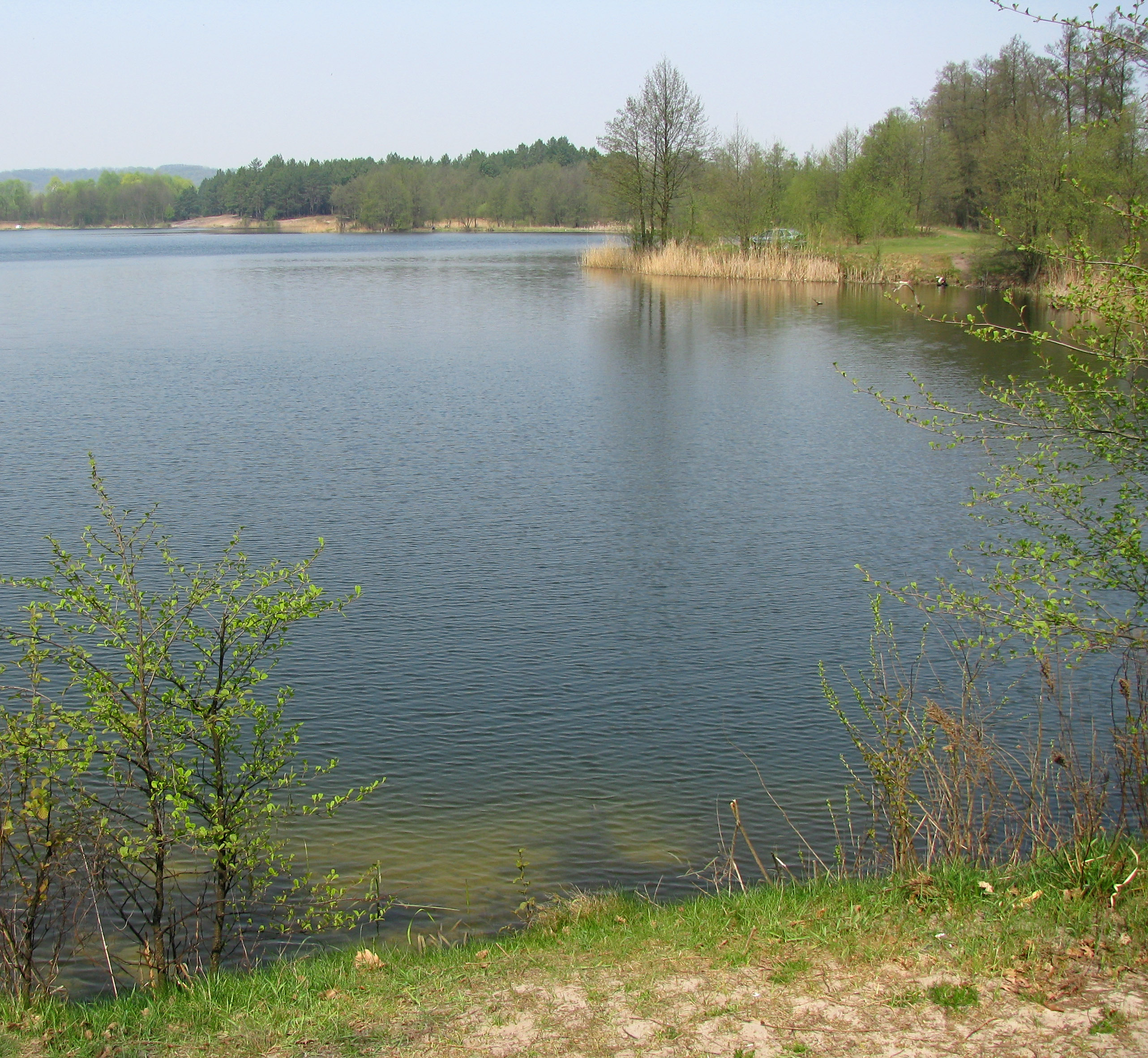
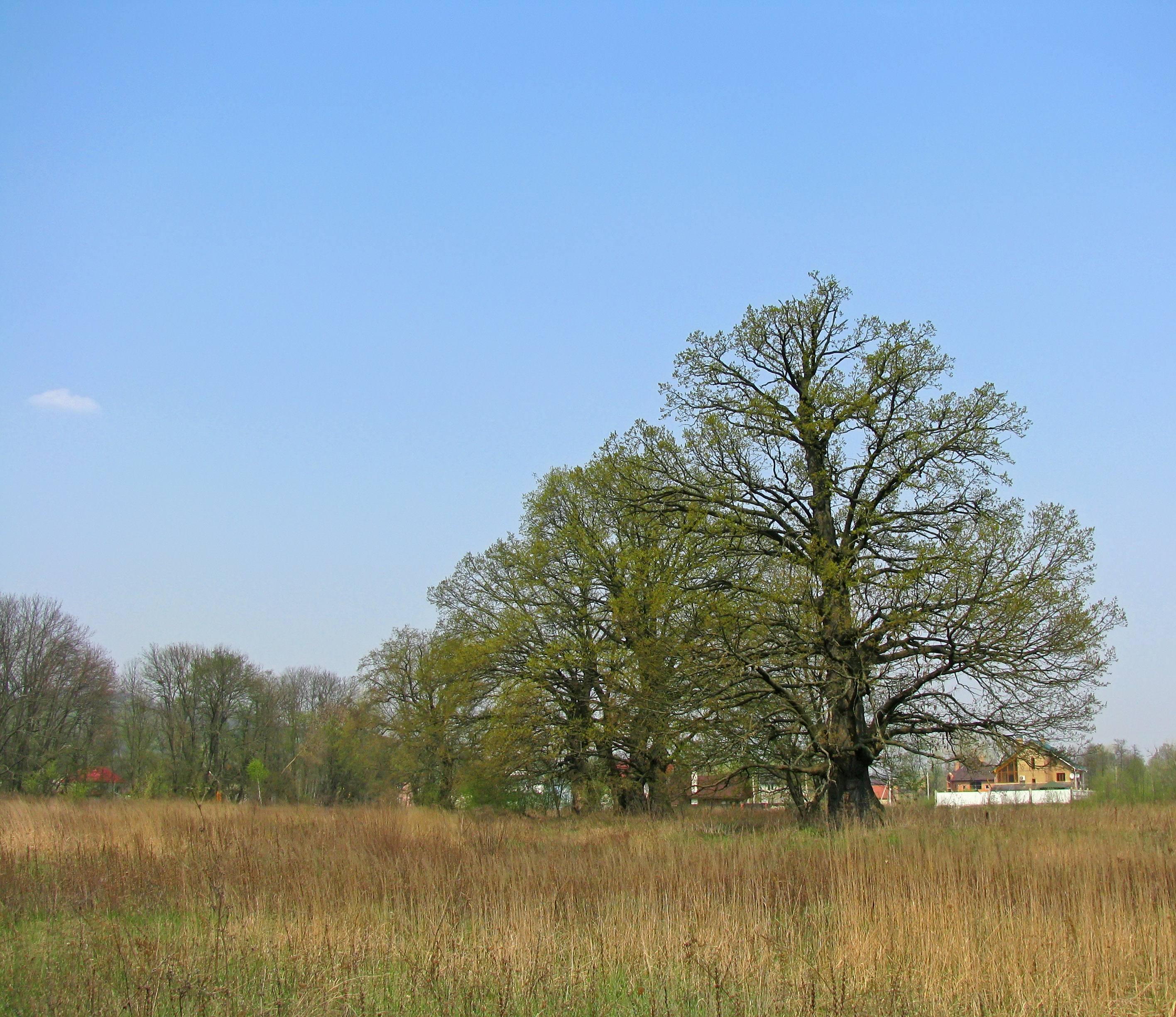